# Potato (groupe)
Potato (thaï : โปเตโต้) est un groupe de pop rock thaïlandais qui débute en 2001. Ils comptent de nombreuses récompenses musicales. Leur dernier album, CHUDTEEJED, est sorti en 2019.

## Récompenses
- Seed Awards 2005 (Seed Popular chanson de l'année pour Ruk tae doo lae mai dai, Seed album de l'année pour Life)[2],[3]
- Top Awards 2005 (meilleur groupe)[4]